# Deepak Mondal
Deepak Mondal (Noamundi, India, 12 de octubre de 1979) es un exfutbolista de la India que jugaba en la posición de lateral derecho.

## Carrera

### Club
| Periodo   | Club                       |
| --------- | -------------------------- |
| 1998-2000 | JCT FC                     |
| 2000-2005 | East Bengal                |
| 2005-2006 | Mahindra United            |
| 2006–2011 | Mohun Bagan AC             |
| 2011–2014 | United SC                  |
| 2014      | Mumbai City FC             |
| 2014–2016 | East Bengal                |
| 2015      | → Kerala Blasters (cedido) |
| 2016      | Southern Samity            |
| 2016–17   | Ozone FC                   |
| 2018      | FCI FC                     |

### Selección nacional
Jugó para India en 47 ocasiones de 1999 a 2011, ganó dos veces la copa Nehru, la Copa Dorada de la SAFF 1999 y la Copa Desafío de la AFC 2008, además de participar en los Juegos Asiáticos de 2002 y la Copa Asiática 2011.

## Logros

### Club
- IFA Shield: 2000
- ASEAN Club Championship: 2003[2]

### Selección nacional
- AFC Challenge Cup: 2008
- SAFF Championship: 1999
- Copa Nehru: 2007, 2009
- LG Cup: 2002[3]

### Individual
- Futbolista Indio del Año: 2002[4][5]
- Premios Arjuna en 2010.[6][7][8]